# Arirang (smartphone)
Arirang è uno smartphone Android nordcoreano annunciato da Koryolink il 10 agosto 2013. È chiamato così in riferimento alla canzone popolare coreana "Arirang".
La Korean Central News Agency (KCNA), l'agenzia di stampa statale, riporta che il telefono, dotato di un touch screen e una fotocamera con "molti pixel," è prodotto interamente in Corea del Nord. Lo smartphone esegue una versione modificata di Android 4.0.4. Il blogger Martyn Williams ha espresso scetticismo, affermando che il telefono potrebbe essere in realtà prodotto in Cina per poi essere solamente ispezionato o completato in Corea del Nord. Kim Jong-un ha espresso la sua approvazione finanziando e sostenendo il progetto che contribuirà allo sviluppo dell'economia del Paese e potrà "instillare l'orgoglio nazionale ed il rispetto reciproco" nei cittadini.
Il telefono, dal numero di marca AS1201, è una versione re-branded dell'Uniscope U1201.